# Alfredo Franklin de Mattos
Alfredo Franklin de Mattos (Guaratinguetá/SP, 01 de abril de 1883 - Botucatu, 15 de dezembro de 1947) foi um compositor, professor de música e maestro paulista, catedrático da Escola Normal de Botucatu, considerado um expoente da música erudita brasileira. Contemporâneo do Maestro Heitor Villa-Lobos, projetou a cidade de Botucatu no cenário musical entre os anos de 1930.

## Vida
Graduado em música pelo Instituto Nacional de Música/RJ, foi exímio aluno de Francisco Braga de quem absorveu influência na composição de hinos, tendo sido condecorado com a medalha de prata em sua formatura. Diplomou-se professor na Escola Normal Caetano de Campos (SP), onde agregou o canto orfeônico no ensino da música.
Na cidade de Botucatu/SP no ano de 1919, assumiu, por concurso, a cátedra de música na Escola Normal de Botucatu, onde vivenciou sua trajetória de ensino segundo a representação do seu mote  “nacionalizai, instruí, educai pela música e pelo idioma do Brasil”. Na mesma escola fundou, na década de 1930, o Orfeão das Normalistas, um coral formado por alunos que contou com projeção no Estado de São Paulo.
Contemporâneo do Maestro Heitor Villa-Lobos, projetou a cidade de Botucatu no cenário musical nacional, organizando uma série de visitas e festividades ao lado de importantes musicistas da época. Assim, em 1931 organizou a Caravana Artística Villa-Lobos, recebendo, além do ilustre maestro, também os pianistas João Souza Lima e Lucilia Villa-Lobos. Em sequência, no ano de 1934, capitaneou uma homenagem a João Gomes Jr. no Colégio dos Anjos, e, em 1939, esteve à frente das festividades que concederam a Francisco Braga o título de cidadão botucatuense, ocasião em que ensaiou um coral com três mil estudantes, conferindo a batuta ao Mestre no momento da apresentação.
Faleceu em 15/12/1947 na cidade de Botucatu/SP, onde cogitava fundar um Conservatório Dramático e Musical.

## Obras
Entre suas composições, destaque para o Hino à Escola Normal de Botucatu (1923) e para o "Canto da Paixão - As Sete Palavras" de 1939, essa última performada em 2007 junto ao Espaço Cultural da CPFL em Campinas/SP, sob a batuta do Maestro Henrique Lian. Compôs, ainda, obras musicais como a valsa "Saudade" (1921), o "Canto da Verônica" (1923), o "Hino dos Estudantes" (1933), com versos do Padre José Melhado de Campos, bem como as canções brasileiras “Recompensa” (1934) e “Onde está a ilusão?” (1935).